# Departamento San Luis del Palmar
San Luis del Palmar es un departamento de la provincia de Corrientes, en el noreste de Argentina, que ocupa 2577.3 km², en la región norte de la provincia.
Limita al oeste el departamento Capital; al norte con los de San Cosme e Itatí; al este con los de Berón de Astrada y General Paz; mientras que al sur tiene fronteras con Empedrado y Mburucuyá.
La cabecera del departamento es la homónima San Luis del Palmar.

## Historia
El 7 de marzo de 1917 el gobernador Mariano Indalecio Loza aprobó por decreto el Cuadro comparativo de la subdivisión en Departamentos y Secciones de la Provincia de Corrientes; Límites interdepartamentales e interseccionales, que fijó para el departamento San Luis del Palmar los siguientes límites:

Departamento San Luis del Palmar - Límites departamentales: Norte: El Riachuelo y los esteros del mismo; Este: Límite Este del rincón formado por los esteros del Riachuelo y Las Maloyas; Sur: Esteros de Las Maloyas y Longaniza, límite Este de la propiedad de suc. de Gamarra, estero San Lorenzo, límite Oeste de la propiedad de Saturnino Romero y de Margarita S. de Gómez, límite Sur de las propiedades de Hnos. de Rosa A. de Alarcón, Núñez, Ramírez, Fernández, Acevedo, Vallejos y Arce, límite Oeste de la propiedad de Sebastiana Arce, arroyos Empedrado, Garavata y Peguaho, límites Sur y Oeste de la propiedad de Gervasio Gómez, límite Sur de la de Sotana de Morales e hijos; Oeste: Límite Oeste de los Hnos. de José Morales, bañado y arroyo Sombrero, límite Oeste de la propiedad de Hnos. de Ana Arce de Lovera y arroyo Desaguadero.

El cuadro señaló que el departamento estaba dividido en 6 secciones:

El Departamento está dividido en seis Secciones, con los siguientes límites:
 1ra. Sección: Norte: El Riachuelo y cañada Pehuago; Este: Límite Oeste de las propiedades de sucesión de Florencio Goitia y Matilde Alderete de Goitia e hijos; Sur: Riachuelito; Oeste: Arroyo Desaguadero.
 2da. Sección: Norte: Arroyo Riachuelito; Este: Límite Este de las propiedades de South-American Cattle Farms Ltd. y arroyo Romero; Sur: Límite departamental; Oeste: Arroyo Garavata y límite departamental.
 3ra. Sección: Norte: El Riachuelito, límite Norte de la propiedad de Dionisia Duarte; Este: Límite Este de las propiedades de Dionisia Duarte, Luis F. Barreira, límite Norte de la de Dionisia Soto de Núñez y de Baldomero Núñez, límite Oeste de la propiedad de Fernando Godoy; Sur: Estero del arroyo Garavata y límite Norte de la propiedad de José E. Robert; Oeste: Límite Oeste de las propiedades sucesión Juliana S. de González, South-American Cattle Farms Ltd. y arroyo Romero.
 4ta. Sección: Norte: Arroyo y estero del Garavata y límite Norte de la propiedad de José E. Robert; Este: Esteros Las Maloyas y Longaniza; Sur: Límite departamental; Oeste: Límite departamental.
 5ta. Sección: Norte: Estero Riachuelo; Este: Límite Este del rincón formado por los esteros del Riachuelo y Las Maloyas; Sur: Estero Las Maloyas; Oeste: Límite Oeste de la propiedad de Fernando Godoy; límite Este de las de Luis F. Barreira, Dionisia de Duarte y Fermín Ojeda.
 6ta. Sección: Norte: Estero Riachuelo; Este: Límite Este de la propiedad de Fermín Ojeda; Sur: Arroyo Riachuelo; Oeste: Límite Oeste de la propiedad de Suc. Florencio Goitia, cañada Peguaho y arroyo Riachuelo.

El 31 de agosto de 1935 fue publicado el decreto del vicegobernador Pedro Resoagli que determinó los límites de los departamentos:

Departamento San Luis del Palmar: Tiene los siguientes límites generales: Norte: El río Riachuelo, desde Paso Martínez, en el camino general entre la Ciudad de Corrientes y el Municipio de San Luis, siguiendo su curso, aguas arriba, hasta que su cauce se pierde en el estero del Riachuelo, poco después de que en él desagua el arroyo Nanvusu; sigue luego por el estero del Riachuelo hasta que en él cae el límite Oeste del Departamento Berón de Astrada; Este: El rincón formado por la unión del estero del Riachuelo con el estero de Las Maloyas; Sud: El estero de Las Maloyas en su desarrollo al Oeste, hasta dar con la propiedad de los herederos de Juan Blanco, desde la cual la línea sigue angularmente el estero Longaniza hasta el rincón Ibirá Saju, en el mojón N. E. de la propiedad de la sucesión de A. Gamarra; continúa por el deslinde oriental de esta propiedad, hasta su mojón S. E. en el estero del San Lorenzo, por el que sigue hasta el mojón S. O. de la propiedad de Saturnino Romero; Oeste: Desde el mojón S. O. de la propiedad de Saturnino Romero en el estero del San Lorenzo, la línea sigue el deslinde occidental de esta propiedad y el de la sucesión de Margarita Sánchez de Gómez; continúa por el límite sud de las propiedades de los herederos de Rosa A. de Alarcón, L. O. de Núñez, Alejo Gómez, Manuel Alfonso e Inocencia A. de Ramírez, Jacinto Fernández, Isabel B. de Acevedo, Ladislao Fernández, Basilia Pelegrín y Buenaventura Fernández, Pascuala F. de Delgado, Segunda F. de Vallejos, Sebastián Fernández, Anastasia Vallejos y Sebastiana Arce; del mojón S. O. de esta última propiedad, sigue por su deslinde Oeste hasta el arroyo Empedrado, cuyo cauce toma, aguas abajo, hasta el mojón S. O. de la propiedad de Juana B. A. de Delgado y otros; continúa por el deslinde occidental de la misma hasta el arroyo Garavata, cuyo curso sigue hasta su unión con el Peguaho, por el que continúa, aguas arriba, hasta encontrar el límite Sud de la propiedad de Diocles Gómez; sigue por este límite, por el Sud y Oeste del de la propiedad de Ramón M. Gómez; Sud de la propiedad de los herederos Gómez, de Solana L. de Morales e hijos, herederos de Felipa Reyes de Cabrera y P. Sánchez y hermanos, desde cuyo mojón S. O. toma su límite occidental y el de la propiedad de los herederos de José Morales, hasta el arroyo Sombrero; continúa por éste y sus bañados hasta el mojón S. O. de la propiedad de los herederos de Ana Arce de Lovera, cuyo deslinde occidental sigue hasta el río Riachuelo (Paso Martínez).

## Población
Cuenta con 21 459 habitantes (Indec, 2022), lo que representa un incremento promedio anual del 1.7% frente a los 17 590 habitantes (Indec, 2010) del censo anterior.

La mediana de edad se estableció en 30 años.
| Gráfica de evolución demográfica de Departamento San Luis del Palmar entre 1991 y 2022 |
|                                                                                        |
| Fuente: censos nacionales del INDEC                                                    |

## Principales localidades
La mayor parte de la población del departamento está agrupada en la ciudad cabecera y en menor medida en el municipio de Herlitzka, de carácter rural. 

El resto de la población se distribuye en asentamientos dispersos o parajes como Campo Grande, Colona Llano, Paso Lovera y Crucecita, entre otros.